# Master of Pain 2003-2013
Master of Pain 2003-2013 è una raccolta del rapper italiano Metal Carter, pubblicata il 2 novembre 2013.

## Il disco
Pubblicato per celebrare i 10 anni di carriera solista di Metal Carter, Master of Pain 2003-2013 contiene svariati brani pubblicati nel corso della sua carriera, con l'aggiunta degli inediti Porte aperte e Undead.

## Tracce
1. Master of Pain Intro
2. Zona d'ombra
3. Amore e odio
4. Magnatesta
5. Latrina
6. Antisociale
7. Fashion Killer
8. Pagliaccio di ghiaccio
9. Porte aperte
10. Ti costa un botto
11. Non ti conviene
12. Skit
13. Nessun rimorso
14. Skit
15. Verano zombie II
16. Corpus Christii
17. Proibito
18. Freestyle
19. Natural Born Skillers II
20. Su i pugni
21. Vuoi sapere
22. TruceKlan Attack
23. Skit
24. Truceboia
25. Cento modi per morire
26. Skit
27. Il giardino degli Dei
28. Metal Carter's Ways
29. Musica Truce
30. P.D.G. Ego
31. Di notte
32. Società segreta
33. Rap bara
34. Già vecchi
35. Undead
36. Pane e merda
37. Ammazzami
38. Skit
39. Death Commando
40. Branco di lupi
41. Certe carezze
42. Metal Carter (dose di violenza)
43. Da Primavalle al Torrino I
44. Freestyle
45. Calvary
46. Trash senza cash
47. Malasorte
48. Skit
49. Sei in pericolo
50. Giorni di sofferenza
51. Sieropositivo
52. Vita?
53. Senza chiedermi
54. Da Primavalle al Torrino II
55. Oltre la verità
56. Lascia che io sia
57. Brutti sporchi e marci
58. Sottosuolo
59. Skit
60. Trucedelirio
61. Fino in fondo
62. T.R.U.C.E.
63. Non posso cambiare